# Hodosány
Hodosány (horvátul: Hodošan, korábbi magyar nevén 1908-ig Hodosán) falu Horvátországban, Muraköz megyében. Közigazgatásilag Murakirályhoz tartozik.

## Fekvése
Csáktornyától 15 km-re keletre, Perlaktól 6 km-re északra az A4-es autópálya mellett fekszik.

## Története
A régészeti leletek tanúsága szerint területén már a vaskor óta élnek emberek. A leletek a korai vaskortól a kora középkorig több időszakból kerültek elő a környékén. 1967-ben a régi temetőtől délre kora vaskori csontvázas temetkezést tártak fel, a sírban fegyvereket is találtak. A sírt az i. e. 3. és 1. század közötti időre datálták. 1981-ben egy muracsányi földműves ekéje szántás közben 2. századi bronz Herkules-szobrocskát fordított ki a földből. 1986-ban újabb antik leletek került elő, egy bronz tükör és több kerámia töredék.
A település minden bizonnyal az 1232-ben említett Hodosán grófról kapta a nevét, akinek több muraközi településen voltak birtokai. A 14. században a Lackfiak voltak a birtokosai. A falu első írásos említése 1478-ban történt „Hwdostan” alakban a csáktornyai uradalom falvai között.
Hunyadi Mátyás az uradalommal együtt Ernuszt János budai nagykereskedőnek és bankárnak adományozta, aki megkapta a horvát báni címet is. 1540-ben a csáktornyai Ernusztok kihalása után az uradalom rövid ideig a Keglevich családé, majd 1546-ban I. Ferdinánd király adományából a Zrínyieké lett. 1660-ban 49 háztartást számláltak itt. 
Miután Zrínyi Pétert 1671-ben felségárulás vádjával halálra ítélték és kivégezték minden birtokát elkobozták, így a birtok a kincstáré lett.
1715-ben III. Károly a Muraközzel együtt gróf Csikulin Jánosnak adta zálogba, de a király 1719-ben szolgálatai jutalmául elajándékozta Althan Mihály János cseh nemesnek. 1771-ben már 83 háza és 681 lakosa volt. 1786-ban 92 ház állt a faluban, 105 család és 808 lakos élt itt, közülük 384 nő. A háztartások közül 48 jobbágy volt. A faluban még 7 kézműves és kereskedő is élt. 1791-ben gróf Festetics György vásárolta meg és ezután 132 évig a tolnai Festeticsek birtoka volt.
Vályi András szerint „HODOSÁN. Elegyes falu Szala Várm. lakosai katolikusok, határját a’ természet szép javakkal meg áldotta.”
1828-ban Hodosánynak 899 lakosa volt. 1835-ben Nepomuki Szent János tiszteletére szentelt kápolna épült a faluban, melyet többször is elöntött a Mura és a Sratka áradása. 1852-ben a falu nyugati szélén a Szent család tiszteletére emeltek oszlopot. 1857-ben 144 háza és 1203 lakosa volt, két  zsidó kivételével valamennyien katolikusok. 1887-ben létesült a falu temetője, addig az itteniek Tüskeszentgyörgyre temetkeztek. A falu első iskolája is a 19. század közepén épült, 1903-ban szecessziós stílusban építették át. Az iskolába ma 380 tanuló jár, Hodosányon kívül ide járnak még Harastyán, Alsópálfa, Alsópusztafa és Tüskeszentgyörgy diákjai is.
1920 előtt Zala vármegye Perlaki járásához tartozott, majd a délszláv állam része lett. 1941 és 1945 között a falu ismét Magyarországhoz tartozott, majd visszakerült Jugoszláviához. Az elektromos áramot 1952-ben vezették be a faluba. Az utcák aszfaltozását 1974 és 1979 között végezték. A vízvezeték hálózat 1983-1984-ben épült ki.

## Lakossága
1900-ban 1590 lakosából 1549 horvát, 40 magyar, és 1 német nemzetiségű volt. 1910-ben 1927, zömében horvát lakosa volt. 1941-ben 1820 lakosából három ember kivételével mindenki magyar nemzetiségűnek vallotta magát. 1991-ben 1463 lakosából 1408 volt a horvát nemzetiségű. A 2001-es népszámlálás adatai szerint Hodosány lakossága 1311 volt.

## Nevezetességei
- Nepomuki Szent János tiszteletére épített kápolnája 1835-ben épült a Hodosányt sújtó árvizek elleni közbenjárásért barokk stílusban. 1886-ban neogótikus stílusban építették át. Két oltára van Nepomuki Szent Jánosnak és Szent Annának szentelve. Orgonája 1841-ben, mai főoltára 1908-ban  készült. Színes ólomüveg ablakait 1915-ben készítették. Négy eredeti harangjából hármat az első világháborúba rekviráltak, a falu 1923-ban két új harangot öntetett, így ma a toronyban három harang lakik.
- A Szentháromság-oszlopot 1852-ben emelték, 1992-ben megújították.
- Védett épület a régi iskola épülete,[4] a magyar szecesszió fennmaradt példája, amelyet 1903-ban Herczegh Zsigmond és Baumgarten Sándor budapesti építészek terveztek és kivitelezték. A szecessziós jellegzetességek külső építészeti sajátosságaival eltér a Muraköz akkori, szabványos iskolaépületeitől.